# 2 Dywizja Litewska
2 Dywizja Litewska – dywizja armii Wielkiego Księstwa Litewskiego Rzeczypospolitej Obojga Narodów.
Dywizja została zorganizowana w 1776 roku uchwałą sejmu delegacyjnego. Pierwszym dowódcą został mianowany w 1777 Jan A. Vietinghoff. Ten zmarł jednak po kilku miesiącach. Departament Wojskowy powierzył wówczas dowództwo nad dywizją A.K. Czartoryskiemu, który pełnił obowiązki przez prawie 6 lat. W roku 1783 nominację na generał-lejtnanta i dowódcę dywizji uzyskał Ignacy Morawski, wcześniej generał major i dowódca II Regimentu Pieszego. Kolejny po gen. Morawskim dowódca dywizji, Tadeusz Stetkiewicz, był leciwy wiekiem (w służbie wojskowej od 1751) i umarł w niespełna pół roku po objęciu dowództwa. Kolejnym – i ostatnim – dowódcą był Szymon Zabiełło (1750–1824).
Zgodnie z etatem, dywizja posiadała prócz dowódcy dwóch generał-majorów komenderujących. Każdy z nich w czasie pokoju odpowiadał za wyszkolenie jednostek dywizji – jeden za piechotę, drugi za kawalerię. Jednak nie zawsze przestrzegano tego podziału.

## Dowództwo dywizji
Dowódcy dywizji
- gen. lejtn. Jan A. Vietinghoff (1777)
- gen. lejtn. Ignacy Morawski (1783–1790).
- gen. lejtn. Tadeusz Stetkiewicz (1790).
- gen. lejtn. Szymon Zabiełło (1790–1793)[2]

Generałowie majorowie komenderujący
- gen. mjr Ignacy Morawski (1777–1783)
- gen. mjr Tadeusz Pyzna (1783–1788)
- gen. mjr Józef Pac (1777–1789)
- gen. mjr Szymon Zabiełło (1788–1790)
- gen. mjr Mikołaj Radziwiłł (1789–1791)
- gen. mjr Michał Zabiełło (1790–1792)
- gen. mjr Jan Ogiński (1791–1793)
- gen. mjr Maciej Frankowski (1792–1793)
- gen. mjr Maciej Jeleński (1793)

Adiutanci
- kpt. Rafał K. Berken – adiutant dywizyjny (1777–1781)
- kpt. Dominik Dederko – adiutant dywizyjny (1777–1789)
- ppłk Sebastian Orłowski – adiutant dywizyjny (1781–1783)
- chor. Franciszek Hayko – adiutant generała lejtnanta (1781–1785)
- Józef Nowicki – adiutant generała majora (od 1785)